# Hilary Hahn
Hilary Hahn (27 de novembro de 1979) é uma violinista estadunidense.
Hahn nasceu em Lexington, Virgínia. Começou seus estudos quando ainda tinha três anos no Instituto Peabody em Baltimore, foi admitida no Instituto de Música Curtis na Filadélfia aos dez anos, e em 1991, fez sua maior estreia orquestral com a Orquestra Sinfônica de Baltimore.
Hahn assinou seu primeiro contrato musical de gravação aos 16 anos em 1996 com a Sony Music. Formou-se no Instituto Curtis em maio de 1999 com um diploma de Bacharel em Música.
Hahn toca um violino que é uma cópia de 1864 do Cannone de Paganini, feita por Vuillaume. Seu maior interesse é a performance solo, mas também se apresenta em música de câmara.

## Juventude e educação
Hahn começou a tocar violino um mês antes de seu quarto aniversário pelo Método Suzuki do Instituto Peabody,[carece de fontes?] em Baltimore. Ela participou de uma classe Suzuki por um ano. Entre 1984 e 1989, estudou em Baltimore instruída por Klara Berkovich. Em 1990, aos dez anos, Hahn foi admitida no Instituto de Música Curtis na Filadélfia, onde se tornou uma estudante de Jascha Brodsky. Estudou com Brodsky por sete anos e aprendeu os estudos de Kreutzer, Ševčík, Gaviniès, Rode, e os Caprices de Paganini. Aprendeu vinte e oito concertos de violino, programas de recital, e outras várias peças pequenas.
Em 1991, Hahn fez sua maior estreia orquestral com a Orquestra Sinfônica de Baltimore. Pouco tempo depois, se apresentou com a Orquestra da Filadélfia, Orquestra de Cleveland, Orquestra Sinfônica de Pittsburgh, e a Filarmônica de Nova Iorque. Em 1995, Hahn fez sua apresentação internacional na Alemanha com uma performance do Concerto para Violino de Beethoven com Lorin Maazel e a Orquestra Sinfônica da Rádio Baviera. O concerto foi transmitido via rádio e televisão na Europa. Um ano depois, se apresentou no Carnegie Hall em Nova Iorque como solista com a Orquestra da Filadélfia.
Aos dezesseis, Hahn completava os requisitos universitários do Instituto Curtis, mas permaneceu por alguns anos persistindo nas disciplinas eletivas, até sua graduação em maio de 1999 com um diploma de Bacharel em Música. Durante esse tempo, ela ensinou violino com Jaime Laredo, e estudou música de câmara com Felix Galimir e Gary Graffman. Em uma entrevista com a PBS em dezembro de 2001, ela constatou que de todas as disciplinas musicais, a que mais lhe interessa é a performance.

## Carreira musical
Em 1996, quando tinha 16 dezesseis anos, a Sony Music firmou um contrato de gravação exclusivo com Hahn. Após ter completado sua parte no contrato, que se deu em cinco gravações por seis anos, ela decidiu não renová-lo visto que ela e a Sony não entravam em acordo com seus projetos futuros. Ao invés disso, Hahn assinou contrato com a Deutsche Grammophon em 2003, um ano após a expiração do contrato com a Sony.
Hahn tocou com orquestras como a Orquestra Sinfônica de Londres, a Filarmônica de Nova Iorque, a Orquestra Sinfônica da Rádio de Stuttgart, e a Orquestra Sinfônica de Singapura. Apresentou-se com a Orquestra Sinfônica de Chicago em Março de 2007, e tocou na Cidade do Vaticano como parte das celebrações ao Papa Benedito XVI, junto com a Orquestra Sinfônica da Rádio de Stuttgart e o condutor Gustavo Dudamel, também em 2007.
Ela começou a fazer performances e tours em um dueto crossover com o cantautor Josh Ritter em 2007 e com o cantautor Tom Brosseau em 2005. De acordo com Hahn, "Outros músicos trocam gêneros entre si todo tempo. Para mim, não é crossover - eu só entrei em seus mundos. Isso te liberta para pensar de uma forma diferente daquela para a qual se fora treinado."
Além de ser uma violinista solo, Hahn também realiza performances como uma musicista de câmara. Desde o verão de 1992, ela tem se apresentado quase todo ano com o Festival de Música de Câmara de Skaneateles em Skaneateles, Nova Iorque. Entre 1995 e 2000, estudou e apresentou-se em música de câmara no Festival de Música Malboro em Vermont, e em 1996, serviu como artista e membro do programa de tutoria de música de câmara de A Sociedade de Música de Câmara do Lincoln Center.
Em uma entrevista de 1999 com a Strings Magazine, Hahn citou pessoas que tiveram influência em seu desenvolvimento como musicista e estudante, incluindo David Zinman, o condutor da Sinfônica de Baltimore, e o tutor de Hahn de quando ela tinha 10 anos, Lorin Maazel, com quem ela trabalhou na europa com a Orquestra Sinfônica da Rádio Bávara.
Hahn às vezes sente que os admiradores de música clássica "fazem-na parecer difícil para quem acabou de conhecê-la. Eu acho que se as pessoas aparecessem com jeans e correntes, é ótimo que todas as partes de cultura sejam interessadas em música. As pessoas esquecem às vezes que isso tudo é a respeito da música, não a como se age ou se veste.""
Durante os concertos, ela espera o absoluto silêncio da plateia durante a música. "Nada a ver com esnobismo ou respeito sagrado pela música, somente para que todos (inclusive os que tocam) possam ouvi-la. Música boa pode ser muito aconchegante e relaxante, pode-se até dormir - desde que não ronque."
Em 14 de janeiro de 2010, hahn apareceu no The Tonight Show with Conan O'Brien em apoio a seu álbum Bach: Violin & Voice. Pouco tempo depois, o álbum vendeu mil cópias, chegando à 1ª posição na parada Billboard clássica, oficialmente atingindo a 6ª posição.

### Tocando Bach
Em 1999, Hahn constatou que tocava Bach mais do que qualquer outro compositor e que tocava peças-solo de Bach todo dia desde os oito anos de idade.
| “                                | Bach é, pra mim, o critério que mantém o meu tocar honesto. Mantendo a entonação pura nas cordas duplas, trazendo as várias vozes onde o fraseamento as requer, passando pelas cordas de forma que não haja acentuações inadvertidas, apresentando a estrutura de tal maneira que seja claro ao ouvinte sem ser pedante - não se pode falsificar coisas em Bach, e se consegue-se fazer com que tudo funcione, a música canta da mais admirável maneira. | ” |
| — Hilary Hahn, Saint Paul Sunday | |   |

Em um segmento no NPR intitulado "Músicos em Suas Próprias Palavras", Hahn fala sobre a experiência surreal de tocar o Chaconne de Bach (da Partita para Violino N.º 2) sozinha no palco do concerto. No mesmo segmento, ela discute sua experiência emulando uma cotovia (ave da família Alaudidae) enquanto tocava The Lark Ascending de Ralph Vaughan Williams.

## Instrumento

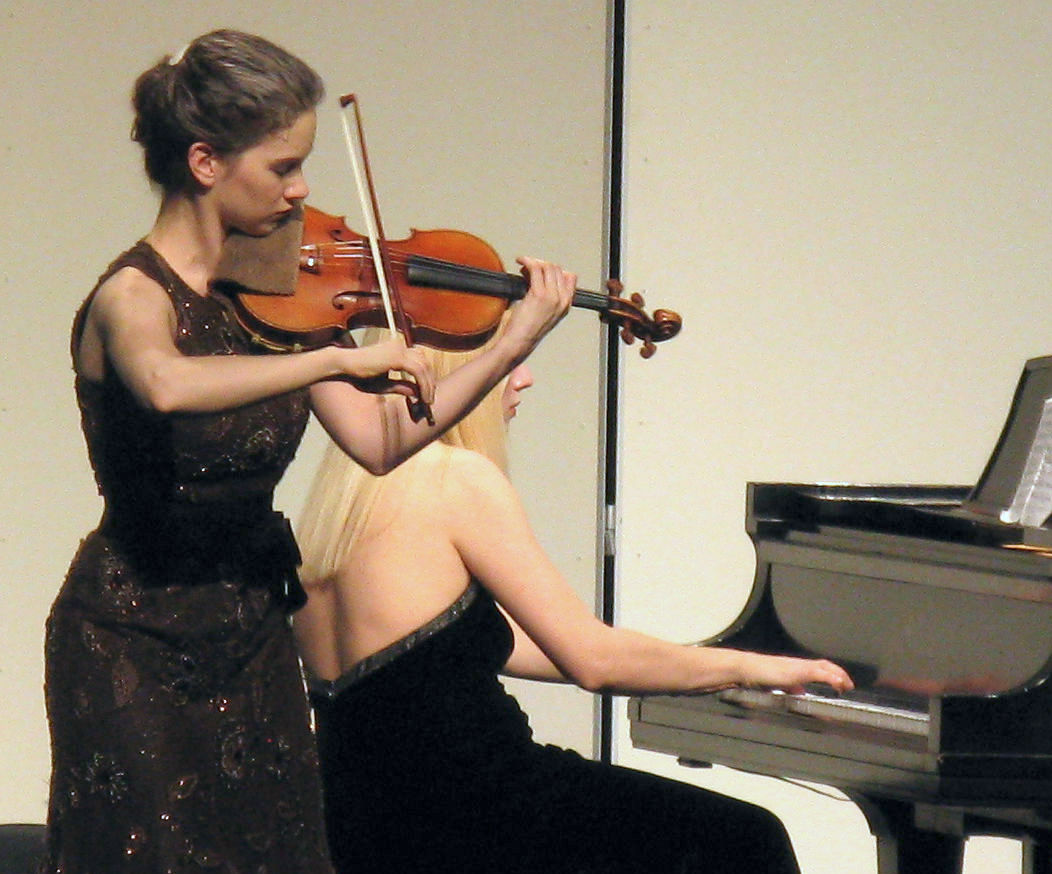
Hilary Hahn ao violino, e Valentina Lisitsa ao piano em um concerto no Kuss Auditorium, Clark State Performing Arts Center, Springfield, Ohio, 3 de março 2009

Seu violino é uma cópia de 1864 do Cannone de Paganini, feita por Vuillaume. Hahn usa arcos do americano Isaac Salchow e dos francêses Emile Ouchard, Paul Jombar e Emil Miquel. Como encordamento, ela utiliza as marcas Dominant na corda lá (revestida de alumínio), ré e sol(revestidas de prata) e Pirastro Gold Label na corda mi.

## Diário
O website oficial de Hahn contem uma seção intitulada "By Hilary" (pela Hilary). Na entrevista com a Strings Magazine, Hahn disse que a ideia dos seus "Cartões Postais da estrada" se originou durante uma visita à terceira série de uma escola, ao norte do estado de Nova Iorque. A classe fazia um projeto de geografia no qual os alunos pediam a todos seus conhecidos que estavam viajando que lhe enviassem cartões postais das cidades que estavam visitando, para aprender mais acerca do mundo. Hahn decidiu participar depois de receber uma reação positiva por sua sugestão. Hahn apreciou tanto a experiência com o projeto durante o primeiro ano que decidiu continuar em seu novo website. Alguns anos mais tarde, ela expandiu o projeto com os cartões postais para o formato de um diário. As contribuições ao diário geralmente incluem fotografias que ela tira enquanto passeia pelas cidades e durante os ensaios.
Desde setembro de 2008, existe uma conta de Twitter para o case de violino de Hahn, no qual as mensagens são postadas na estrada.